# 李僖
李僖（?—?），唐朝皇子，是唐肃宗李亨的第十四子，生母是普通宫人。
起初，李僖封淮阳王。李僖早夭，追封为宋王。

## 延伸阅读
[在维基数据编辑]
 《舊唐書·卷116》，出自刘昫《舊唐書》